# Fremdlenzanlage
Eine Fremdlenzanlage bzw. Fremdlenzpumpe ist eine Lenzpumpe an Bord von Booten oder Schiffen, die – im Gegensatz zur üblichen Verwendung einer Lenzpumpe – nicht zum Abpumpen von Eigenwasser vorgesehen ist, sondern dazu dient, eingedrungenes Wasser auf fremden Schiffen abzupumpen.
Üblicherweise haben die modernen Seenotrettungsboote und -kreuzer derartige Fremdlenzanlagen (oftmals mobile Pumpen) an Bord, um bei einem Havaristen im Falle eines Lecks übergekommenes oder durch ein Leck eingedrungenes Wasser abzupumpen.